# 米奇亞納肖爾斯 (印第安納州)
米奇亞納肖爾斯（英語：Michiana Shores）是一個位於美國印第安納州拉波特縣的城鎮。

## 人口
根據2010年美國人口普查的數據，米奇亞納肖爾斯的面積為0.90平方千米，當中陸地面積為0.90平方千米，而水域面積為0.00平方千米。當地共有人口313人，而人口密度為每平方千米348人。